# Zawe Ashton
FRSL Zawedde Ashton (/ˈzɑːwi/;) (Londres, 25 de julho de 1984) é uma atriz, dramaturga, diretora e narradora inglesa mais conhecida pelos seus papéis nas comédias dramáticas Fresh Meat e Not Safe for Work do Channel 4 e seu retrato de Joyce Carol Vincent em Dreams of a Life. Ela se junta ao Universo Cinematográfico Marvel com um papel em The Marvels, esperado para 2023.

## Infância
Ashton nasceu em Hackney, Londres, em 25 de julho de 1984. Ela é a mais velha de três filhos nascidos de uma mãe de Uganda, Victoria, e de um pai inglês, Paul Ashton. Frequentou a Anna Scher Theatre School desde os seis anos e foi membro do National Youth Theatre. Ela se formou em atuação na Manchester School of Theatre. Ela foi a mais jovem vencedora do UK Farrago Poetry Slam com 17 anos.

## Carreira

### Atuação
Seus créditos teatrais incluem Betrayal de Harold Pinter no The Harold Pinter Theatre, em Londres, e no Teatro Bernard B. Jacob, na Broadway. Rhinoceros, The Arsonists, Gone Too Far! (Royal Court), Othello (Globe Theatre), Frontline (Globe Theatre), All The Little Things We Crushed (Almeida), This Wide Night (Soho Theatre), a comédia de Michael Frayn, Here (The Rose Theatre Kingston), Abi Morgan Splendor (Donmar Warehouse), The Maids de John Genet (Trafalgar Studios), Salome em Salome (Headlong Theatre/Hampstead Theatre). Em junho de 2010, Ashton recebeu o segundo prêmio no Ian Charleson Awards por sua atuação clássica em Salome.
Seus créditos no cinema incluem Velvet Buzzsaw dirigido por Dan Gilroy para a Netflix, Dreams of a Life dirigido por Carol Morley, pelo qual ela foi indicada na categoria Most Promising Newcomer no British Independent Film Awards 2012, St. Trinian's 2: The Legend of Fritton's Gold, Blitz, Nocturnal Animals, dirigido por Tom Ford, Greta dirigido por Neil Jordan.
Seus créditos na TV incluem Vod na comédia do Channel 4 Fresh Meat: Claire na série de seis episódios da BBC One/Netflix Wanderlust. Journey Blue em Doctor Who, BBC. Katherine em Not Safe For Work para o Channel 4.
Em Ashton foi nomeada em maio de 2010 como uma das "55 faces do futuro" pela revista Young Hollywood Issue da revista Nylon. Em outubro de 2012, ela recebeu o troféu "Ultimate Newcomer" pela revista Cosmopolitan em seus prêmios Mulheres do Ano. Em novembro de 2012, Ashton recebeu o Prêmio Creative Diversity Network de Melhor Talento na Tela por seu papel como Vod no sucesso do Canal 4 indicado ao BAFTA, Fresh Meat. Em 2013, Ashton ganhou um prêmio Screen Nation por Performance Feminina em um Filme 2012/2013, em reconhecimento ao seu papel principal em Dreams of a Life. Em fevereiro de 2021, foi anunciado que ela faria o papel de uma vilã em Captain Marvel 2 que está programado para ser lançado em 11 de novembro de 2022.

### Escrita
Ashton começou a fazer poesia slam aos dezessete anos, e ganhou o London Poetry Slam Championship em 2000. Em 2006, ela foi "Young Writer in Residence no Contact Theatre" em Manchester. Sua primeira peça, Harm's Way, foi selecionada para o Prêmio Verity Bargate em 2007, e estreou em Lowry, Salford em 2008 como parte da nova temporada de escrita do National Youth Theatre. Suas outras peças incluem Skunk, representada pelo National Youth Theatre e Soho Theatre; e She from the Sea, apresentada em 2010 no London International Festival of Theatre (LIFT). Ashton foi co-escritor de Suddenlossofdignity.com, Bush Futures Program. Uma de suas peças, Por todas as mulheres que pensavam que eram loucas, foi selecionada para fazer parte do Royal Court Playwriting Festival em 2009. Ashton contribuiu para a redação de The Children's Monologues, adaptado de mais de 300 histórias originais de crianças de Tswana, Zulu e Sesotho na África do Sul e apresentado por Dramatic Need em 2010. Ela trabalhou com o Bush Theatre e a companhia de teatro Clean Break.
Em 2019, Ashton publicou seu primeiro livro, Character Breakdown, um livro de memórias fictício baseado em suas experiências como atriz.

### Outro trabalho
Ashton narrou treze episódios de 24 Hours in Police Custody, exibido no Canal 4 em 2016 e 2017. Ela narrou um documentário Public Enemies: Jay-Z vs Kanye para o mesmo canal em 2017. 
Em 2017, Ashton apresentou a terceira série de Random Acts, a mostra de curtas do Channel 4 em associação com o Arts Council England. O episódio 2 incluiu um filme dirigido por Ashton, no qual ela interpretou o papel principal.

## Teatro
| Ano  | Título                                                      | Papel  | Local                     | Notas                                             |
| ---- | ----------------------------------------------------------- | ------ | ------------------------- | ------------------------------------------------- |
| 2007 | Othello de William Shakespeare                              | Bianca | The Globe                 | Londres                                           |
| 2007 | Rhinoceros por Eugène Ionesco                               | Daisy  | Royal Court               | Londres                                           |
| 2007 | The Arsonists, de Max Frisch                                | Anna   | Royal Court               | Londres                                           |
| 2007 | The Cage por Deborah Gearing                                | Nicola | Nuffield Theatre          | Southampton                                       |
| 2008 | Gone Too Far! por Bola Agbaje                               | Armani | Royal Court               | Londres                                           |
| 2008 | The Front Line de Ché Walker                                | Casey  | The Globe                 | Londres                                           |
| 2009 | All The Little Things We Crushed, de Joel Horwood           | Zoe    | Almeida Theatre           | Produção original de Off-West End                 |
| 2009 | This Wide Night de Chloë Moss                               | Marie  | Soho Theatre              | Produção original de Off-West End                 |
| 2010 | Salomée de Oscar Wilde                                      | Salome | Curve Theatre             | Leicester                                         |
| 2012 | Here por Michael Frayn                                      | Cath   | Rose Theatre              | Kingston, reavivamento de Londres                 |
| 2015 | Splendor de Abi Morgan                                      | Gilma  | Donmar Warehouse          | Reavivamento de Londres                           |
| 2016 | The Maids de Jean Genet                                     | Claire | Trafalgar Studios         | Reavivamento do West End                          |
| 2018 | The Hardest Rain por Zawe Ashton                            | n/a    | The Old Vic               | Londres; parte da série de monólogos do One Voice |
| 2019 | For All the Women Who Thought They Were Mad por Zawe Ashton | n/a    | Hackney Showroom          | Produção original de Londres                      |
| 2019 | For All the Women Who Thought They Were Mad por Zawe Ashton | n/a    | Soho Repertory Theatre    | Transferência off-Broadway                        |
| 2019 | Betrayal de Harold Pinter                                   | Emma   | Harold Pinter Theatre     | Reavivamento do West End                          |
| 2019 | Betrayal de Harold Pinter                                   | Emma   | Bernard B. Jacobs Theatre | Transferência da Broadway                         |

## Filmografia

### Cinema
| Ano  | Título                                       | Papel               | Notas              |
| ---- | -------------------------------------------- | ------------------- | ------------------ |
| 2009 | St. Trinian's II: a lenda do ouro de Fritton | Bianca              |                    |
| 2011 | Blitz                                        | WPC Elizabeth Falls |                    |
| 2011 | Weekender                                    | Sarah               |                    |
| 2011 | Dreams of a Life                             | Joyce Vincent       |                    |
| 2016 | Nocturnal Animals                            | Alex                |                    |
| 2018 | Greta                                        | Alexa Hammond       |                    |
| 2019 | Velvet Buzzsaw                               | Josephina           |                    |
| 2022 | Captain Marvel 2                             | TBA                 | Em desenvolvimento |

### Televisão
| Ano       | Título              | Função                                                                                      | Notas                                                |
| --------- | ------------------- | ------------------------------------------------------------------------------------------- | ---------------------------------------------------- |
| 1995      | Game On             | Garotinha                                                                                   | 1 episódio                                           |
| 2003      | Holby City          | Abigail Meredith                                                                            | 1 episódio                                           |
| 2007      | Mobile              | Testemunha ocular                                                                           | 1 episódio                                           |
| 2008      | The Bill            | Becka Adams                                                                                 | 1 episódio                                           |
| 2009      | Casualty            | Gina                                                                                        | 1 episódio                                           |
| 2010      | Sherlock            | Sally Donovan                                                                               | 1 episódio (piloto não disparado)                    |
| 2010      | Misfits             | Jessica                                                                                     | 1 episódio                                           |
| 2011–2013 | Case Histories      | Deborah Arnold                                                                              | 8 episódios                                          |
| 2011–2016 | Fresh Meat          | Violet "Vod" Nordstrom                                                                      | Elenco principal 30 episódios                        |
| 2011      | Lapland             | Jingle Jill                                                                                 | 1 episódio                                           |
| 2014      | Doutor Who          | Journey Blue                                                                                | 1 episódio (Série 8, Episódio 2: " Into the Dalek ") |
| 2015      | Not Safe For Work   | Katherine                                                                                   | Personagem principal 6 episódios                     |
| 2015      | The Devil You Know  | Shony Tales                                                                                 | 1 episódio piloto (HBO)                              |
| 2017      | Guerrilla           | Ómega                                                                                       |                                                      |
| 2017      | Sarah &amp; Duck    | Cabeleireiro                                                                                | 1 episódio (Série 3 Episódio 21: "Corte de cabelo")  |
| 2018      | Wanderlust          | Claire Pascal                                                                               | série de TV                                          |
| 2021      | The Handmaid's Tale | TBA, embora descrito como um trabalhador humanitário baseado em Toronto e namorada de Moira | série de TV                                          |
| 2022      | Maryland            | Mary                                                                                        | Telefilme                                            |